# Joe Neguse
Joseph D. Neguse, detto Joe (Bakersfield, 13 maggio 1984), è un politico statunitense, membro della Camera dei rappresentanti per il 2º distretto del Colorado dal 2019.

## Biografia
Nato a Bakersfield, in California, da una famiglia di origine eritrea, all'età di 6 anni si trasferisce a Boulder, nel Colorado, dove frequenta l'università dove si laureerà in scienze politiche.
Si candida nel 2018 per il 2º distretto del Colorado alla Camera dei rappresentanti dopo il ritiro del deputato in carica Jared Polis, il quale ha deciso di candidarsi a governatore del Colorado, riuscendo a vincere. Neguse viene infine eletto nel distretto ed entra in carica il 3 gennaio 2019.